# Renaissance anglaise

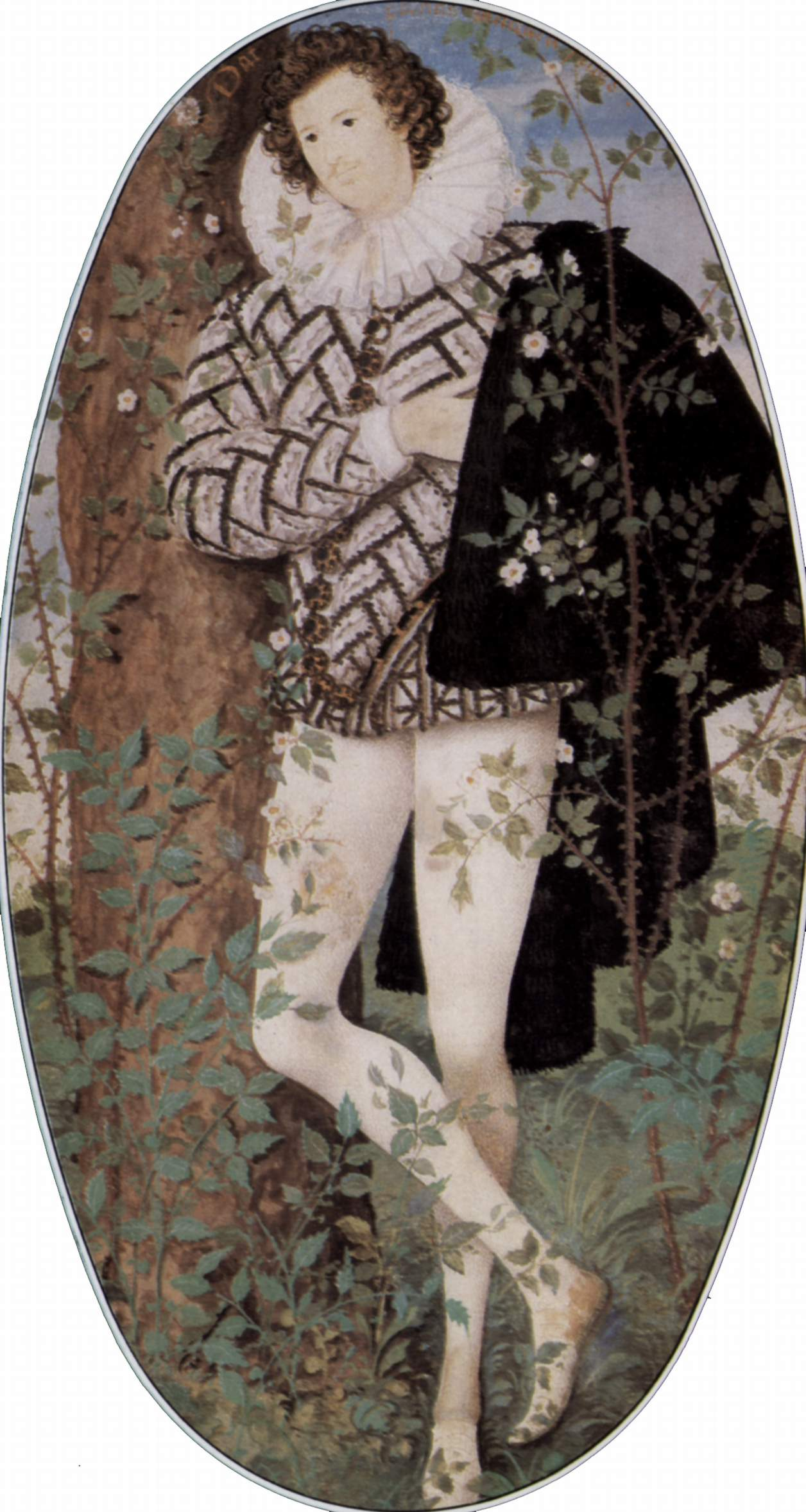
Young Man Among Roses, portrait miniature par Nicholas Hilliard, 1588, Victoria and Albert Museum, sans doute de Robert Devereux (2e comte d'Essex)

La Renaissance anglaise est un mouvement culturel et artistique en Angleterre, de la fin du XVe siècle au début du XVIIe siècle. Il est associé au mouvement de la Renaissance qui  a commencé en Italie à la fin du XIVe siècle et s'est propagé dans une grande partie de l'Occident. Par commodité, le début de cette période pour l'Angleterre est souvent daté de 1485, avec la bataille de Bosworth qui a mis fin à la Guerre des Deux-Roses et a inauguré la dynastie des Tudor. Les idées et le style de la Renaissance ont cependant été lentes à pénétrer en Angleterre, et l'ère élisabéthaine, dans la seconde moitié du XVIe siècle, est généralement considéré comme l'apogée de la Renaissance anglaise.
La Renaissance anglaise se distingue de la Renaissance italienne sur plusieurs points. Les domaines artistiques dominants dans la Renaissance anglaise sont la littérature et la musique. Les arts visuels sont beaucoup moins développés que dans la Renaissance italienne. La période anglaise a commencé bien plus tard qu'en Italie, qui a évolué vers le maniérisme et le Baroque dès la deuxième moitié du XVIe siècle. En comparaison, la Renaissance anglaise a réellement commencé dans les années 1520, et s'est prolongée jusqu'aux années 1620.

## Littérature

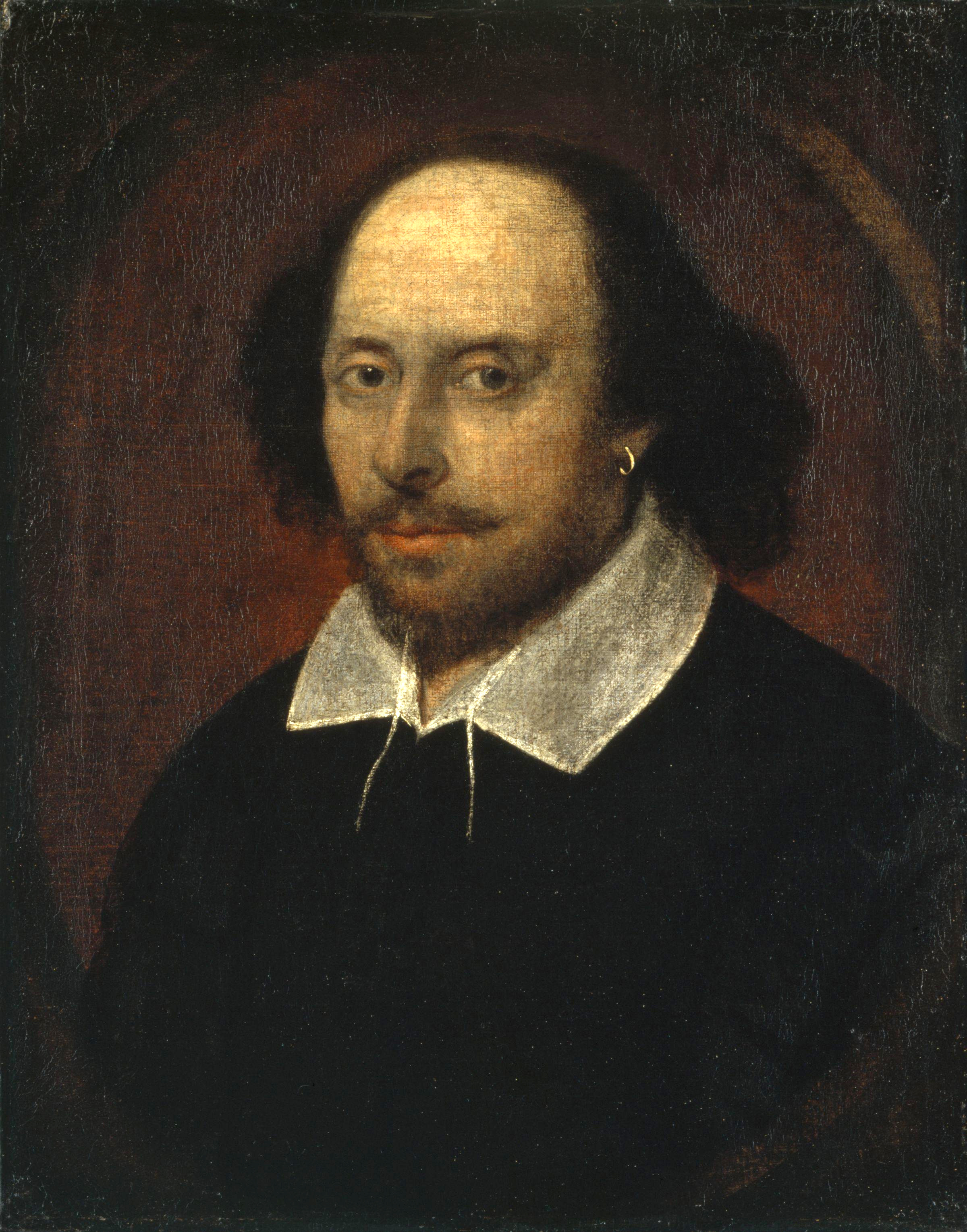
William Shakespeare, figure de proue de la Renaissance anglaise, portrait Chandos (artiste et authenticité non confirmée).

L'esprit nouveau commence à se répandre dans la classe des gentilshommes lettrés et de la bourgeoisie la plus aisée, à l'époque du roi Henri VIII, engagé dans une compétition avec le roi de France François Ier. La mode est dans un certain italianisme, dans la forme des poèmes mais aussi dans le style de vie. Les jeunes aristocrates aiment faire le voyage à Rome. Pour autant, l'Angleterre a déjà une forte tradition d'usage de la langue vernaculaire, qui se renforce encore durant le XVIe siècle avec l'utilisation de l'imprimerie (même si les œuvres commencent souvent à circuler sous la forme plus traditionnelle de manuscrit), et avec la diffusion du Book of Common Prayer (Livre de la prière commune), en 1549.  En 1557, un imprimeur, Richard Tottel, fait paraître la première anthologie de la poésie anglaise, le Tottel's Miscellany, un an avant l’avènement d'Élisabeth. Tous les genres nouveaux sont représentés dans cette anthologie, avec une sélection de qualité. 
Cette culture littéraire nouvelle continue à se déployer avec vigueur sous l'ère élisabéthaine, avec par exemple, le poète Edmund Spenser, et son œuvre épique The Faerie Queene (La Reine des fées). Mais l’œuvre des dramaturges anglais va en partie éclipser les autres. Le mouvement de la Renaissance anglaise déclenche un appel d’œuvres nouvelles, non seulement pour les lettrés, mais aussi pour le public ne maîtrisant pas la lecture. C'est ce qui explique en partie l'épanouissement à cette époque du théâtre en Angleterre. La scène de théâtre anglaise, dont les représentations sont ouvertes non seulement à la cour et à la noblesse mais aussi à un large public, devient la plus fréquentée d'Europe, avec une foule de dramaturges dont émergent les figures de Christopher Marlowe, William Shakespeare et Ben Jonson.  
Au sommet du pouvoir, l'éducation de la reine  Élisabeth a été pénétrée de cet humanisme de la Renaissance. Elle a été formée notamment par Roger Ascham, et elle écrit occasionnellement des poèmes tels que On Monsieur’s Departure à des moments critiques de sa vie. Tous les monarques de la dynastie Tudor du XVIe siècle sont très instruits, à l'image de la noblesse.
Les philosophes et les intellectuels incluent des personnalités comme Thomas More et Francis Bacon.  La pensée anglaise avance et, influencée par Bacon, incorpore une théorie empiriste de la connaissance, qui préfigure pleinement la méthode scientifique moderne.

## Arts visuels

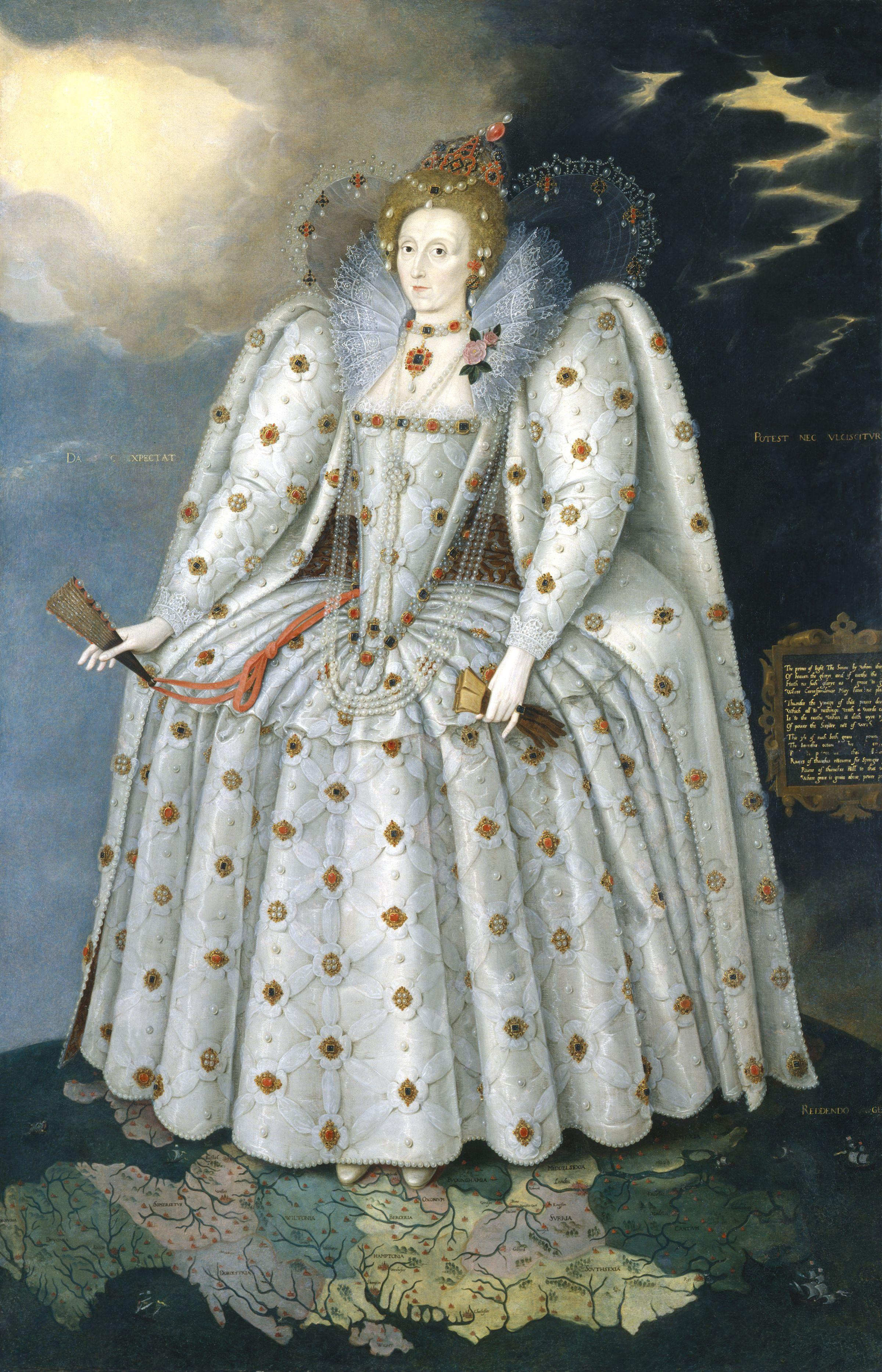
Le Ditchley Portrait d'Élisabeth Ire par Marcus Gheeraerts le Jeune, c.1592

L'Angleterre a été lente à produire des arts visuels dans cet esprit nouveau de la Renaissance, et les artistes de la Cour des Tudor ont été bien souvent des étrangers, comme Hans Holbein le Jeune. La réforme anglaise a provoqué de nombreux iconoclasmes qui a détruit la quasi-totalité de l'art religieux médiéval. La nouvelle peinture anglaise est dominée par le portrait, et plus tard par le paysage. Une des inventions anglaises les plus significatives est le portrait miniature, qui a transposé certaines techniques des enluminures pour les appliquer à la réalisation de petits portraits. L'un des fondateurs de cette tradition des miniatures est le flamand Lucas Horenbout, mais des artistes anglais tels que  Nicholas Hilliard et Isaac Oliver ont poursuivi ce type de production.

## Musique
La musique de la Renaissance anglaise est restée beaucoup en contact avec les productions musicales existantes 
sur le continent que dans le domaine des arts visuels. Le madrigal élisabéthain a une forme distincte mais s'inscrit dans le prolongement de la tradition italienne. William Byrd, Thomas Tallis, Thomas Morley, et John Dowland sont parmi les compositeurs anglais les plus importants de cette période.
Les productions polychorales de l'École vénitienne sont en partie anticipées dans les œuvres de Thomas Tallis, et les approches d'un Giovanni Pierluigi da Palestrina, à Rome, sont prises en compte et « digérées » par les musiciens anglais tels que William Byrd, avant même la publication par Nicholas Yonge de son recueil de madrigaux italiens, Musica Transalpina, un événement qui lance la vogue du madrigal en Angleterre.
William Byrd est l'un des grands polyphonistes du XVIe siècle, et un professeur renommé. Sa production  musicale montre une profonde maîtrise de l'art du contrepoint, et de la voix humaine. Le traité de Thomas Morley, A Plaine and Easie Introduction to Practicall Musicke, paru en 1597, est d'ailleurs dédié à William Byrd. Cette nouvelle musique anglaise bénéficie également de la concomitance d'une nouvelle poésie anglaise utilisant des formes telles que le sonnet. 

## Architecture
Malgré quelques bâtiments dans un style en partie Renaissance du règne de Henri VIII, notamment le Château de Hampton Court, Hatfield Palace ou le Palais de Sans-Pareil aujourd'hui disparu, le vrai style Renaissance émerge avec l'Architecture élisabéthaine, influencé davantage par les réalisations en Europe de l'Ouest et en Europe du Nord que par l'Italie. Les bâtiments les plus célèbres sont les grandes maisons de spectacles construites pour les courtisans, et caractérisés par l'utilisation somptueuse du verre, comme le Hardwick Hall, le Wollaton Hall, le Hatfield House et le Burghley House, un style qui se prolonge au XVIIe siècle avec l'architecture jacobéenne. Plus petites, mais restant cependant imposantes, des habitations continuent à être construite avec des pans de bois médiévaux, telle le Little Moreton Hall. Dans le domaine de l'architecture religieuse, le style gothique tardif se prolonge jusqu'à la fin du XVIe siècle.

## Critique de l'idée d'une Renaissance anglaise
La notion de  Renaissance est une invention moderne popularisée par l'historien Jacob Burckhardt au XIXe siècle. L'idée de la Renaissance est critiquée par quelques spécialistes de l'histoire culturelle, et certains font valoir que cette Renaissance anglaise n'a pas un lien très fort avec les réalisations artistiques des artistes italiens tels que Leonard de Vinci, Michel-Ange, ou Donatello qui sont associés à une Renaissance des arts visuels. Du point de vue de l'histoire littéraire, l'Angleterre a connu une floraison d'une littérature en langue vernaculaire 200 ans avant Shakespeare, avec des auteurs tels que Geoffrey Chaucer, William Langland, ou  John Gower, puis quelques décennies plus tard, Thomas Malory. C. S. Lewis, connu pour ses travaux sur la littérature médiévale, a ainsi déclaré qu'il n'y a pas de Renaissance anglaise, ou alors qu'elle n'a pas eu grand effet.
Des historiens font également remarquer que le mot «Renaissance» est inutilement péjoratif sur la période précédente, le Moyen Âge. Certains posent la question : « une renaissance pour qui? », soulignant, par exemple, que le statut des femmes dans la société a sans doute diminué durant cette période. Des historiens préfèrent maintenant utiliser le terme de période « pré-moderne », un terme qui met en évidence la transition vers le monde actuel, mais tente d'éviter des connotations positives ou négatives.
D'autres historiens de la culture répliquent qu'indépendamment de la pertinence ou non du terme de « renaissance », il y a eu indéniablement une floraison artistique en Angleterre sous la dynastie  Tudor, culminant avec Shakespeare et ses contemporains.

## Auteurs les plus importants de la Renaissance anglaise
Parmi les auteurs les plus importants peuvent être cités :
- Francis Bacon
- Francis Beaumont
- George Chapman
- Thomas Dekker
- John Donne
- John Fletcher
- John Ford
- Ben Jonson
- Thomas Kyd
- Christopher Marlowe
- Philip Massinger
- Thomas Middleton
- Thomas More
- Thomas Nashe
- William Rowley
- William Shakespeare
- James Shirley
- Philip Sidney
- Edmund Spenser
- John Webster
- Thomas Wyatt
- William Tyndale